# Ryu Seung-woo
Ryu Seung-woo (en hangul, 류승우) (Busán, 17 de diciembre de 1993) es un futbolista surcoreano que juega en el Khon Kaen United FC de la Thai League 1.
Ocupa la posición de mediapunta, aunque también puede desempeñarse como extremo izquierdo y delantero.
Fue internacional por la selección surcoreana que participó en la Copa Mundial de Fútbol Sub-20 de 2013.

## Biografía
Ryu Seung-woo desarrolló su carrera juvenil en el equipo de fútbol de la Universidad Chung-Ang durante la temporada 2012. La selección de Corea del Sur le convocó para participar en la Copa Mundial de Fútbol Sub-20 de 2013, donde desempeñó un papel protagonista en la delantera. En todo el torneo anotó dos goles: uno frente a Cuba, que dio la victoria a su país, y otro contra Portugal, que le situó en el punto de mira de varios clubes europeos.
Aunque el Borussia Dortmund alemán trató de hacerse con sus servicios, Seung-Woo prefirió quedarse en su país. En principio firmó un contrato profesional con el Jeju United de la K League Classic (máxima categoría surcoreana). Sin embargo, mantuvo contactos con clubes extranjeros y en diciembre de 2013 se anunció que jugaría seis meses cedido -con opción de compra- en el Bayer 04 Leverkusen, a partir del 1 de enero de 2014. Debutó el 25 de enero del mismo año frente al SC Friburgo, sustituyendo a su compañero y compatriota Son Heung-min.

### Selección nacional
Ryu Seung-woo aún no ha sido convocado con la selección absoluta de Corea del Sur, pero sí formó parte de la sub-20 que participó en el Mundial de 2013.

## Clubes
| Club                           | País          | Año       |
| ------------------------------ | ------------- | --------- |
| Jeju United F. C.              | Corea del Sur | 2014      |
| Bayer 04 Leverkusen (préstamo) | Alemania      | 2014      |
| Bayer 04 Leverkusen            | Alemania      | 2014-2017 |
| Eintracht Brunswick (préstamo) | Alemania      | 2014-2015 |
| Arminia Bielefeld (préstamo)   | Alemania      | 2016      |
| Ferencváros T. C. (préstamo)   | Hungría       | 2016-2017 |
| Jeju United F. C.              | Corea del Sur | 2017-2021 |
| Sangju Sangmu (préstamo)       | Corea del Sur | 2019-2020 |
| Suwon Bluewings                | Corea del Sur | 2022-2023 |
| F. C. Anyang                   | Corea del Sur | 2023      |
| Khon Kaen United FC            | Tailandia     | 2024-2025 |